# St. Martin (Blindheim)

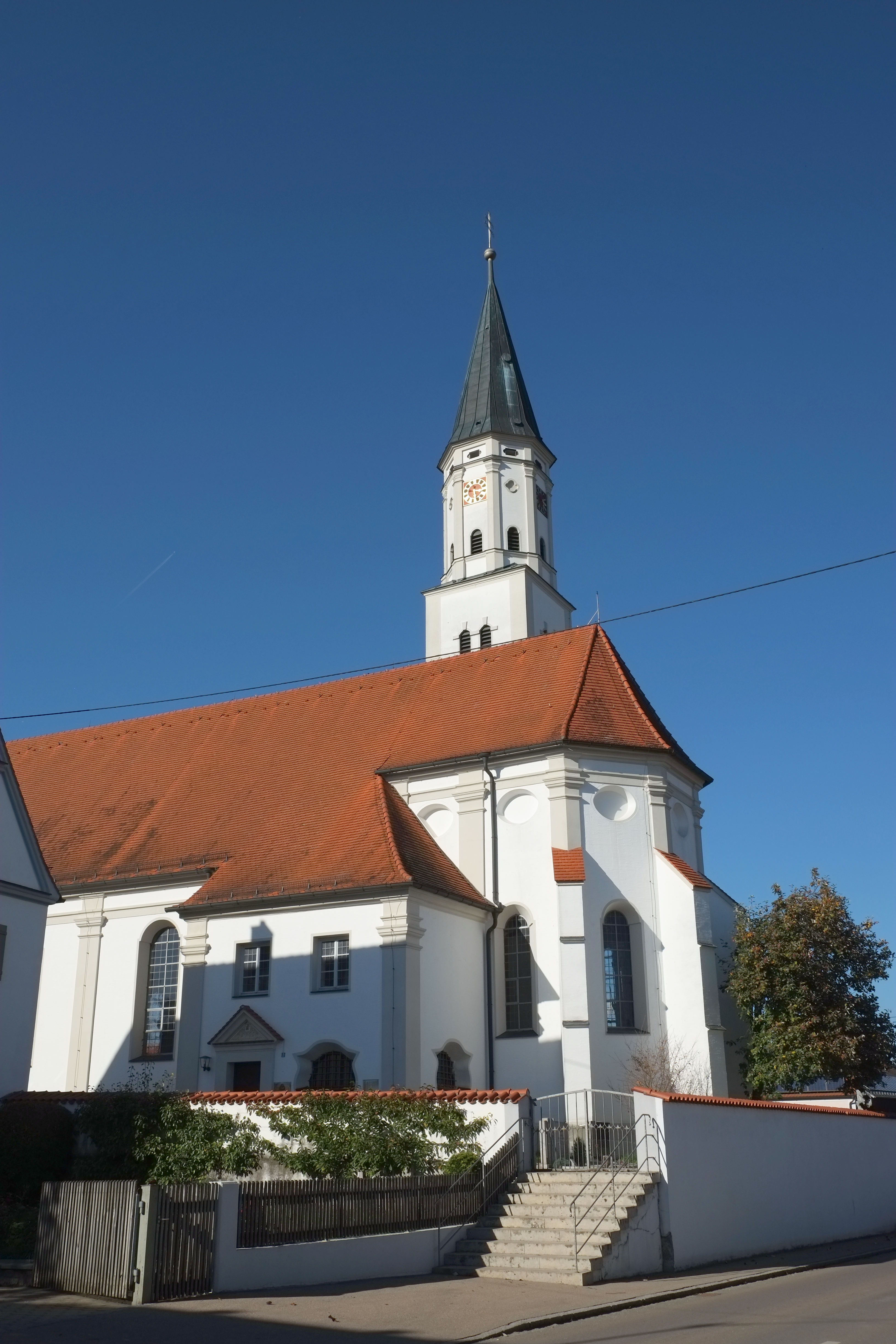
Pfarrkirche St. Martin in Blindheim

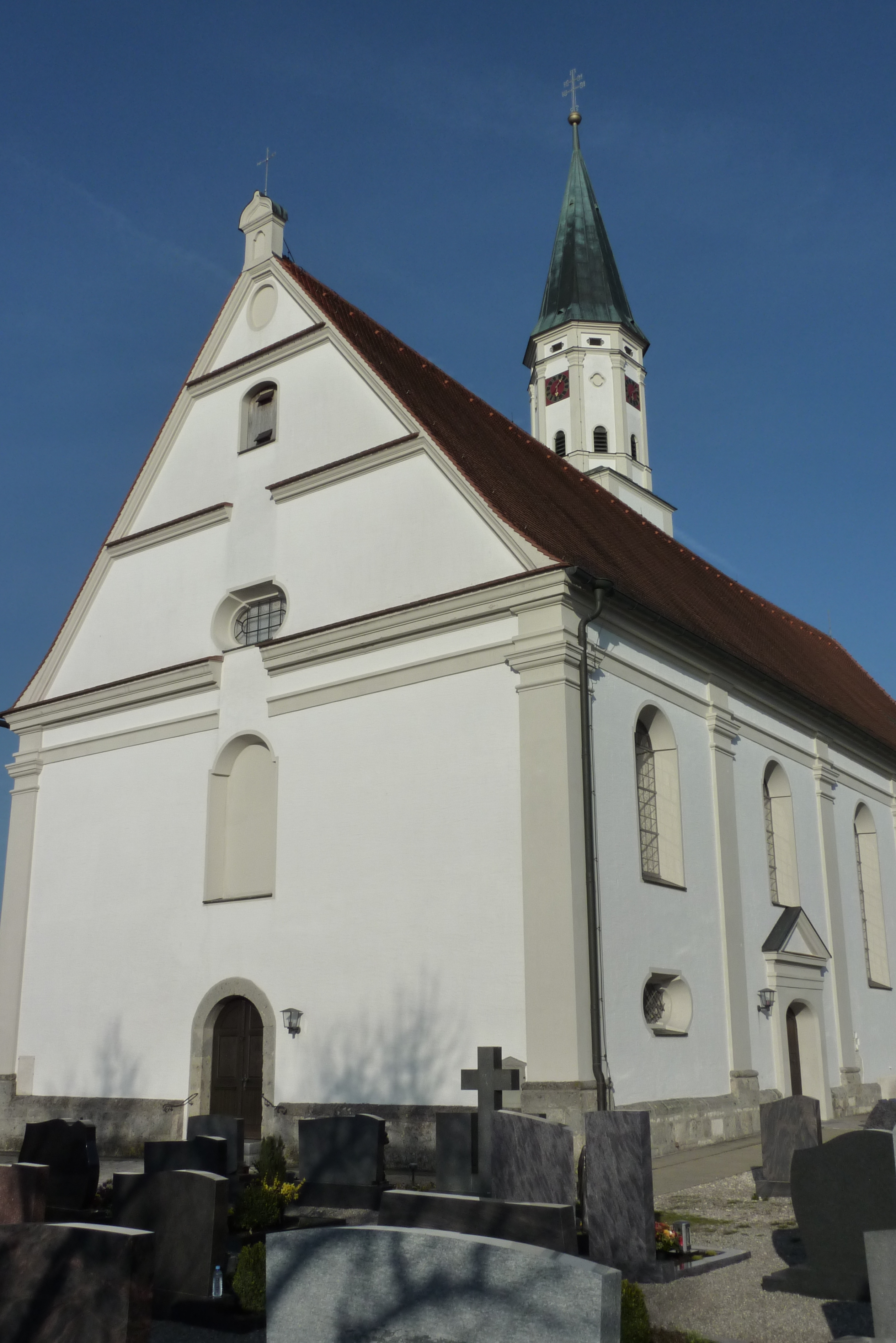
Westfassade

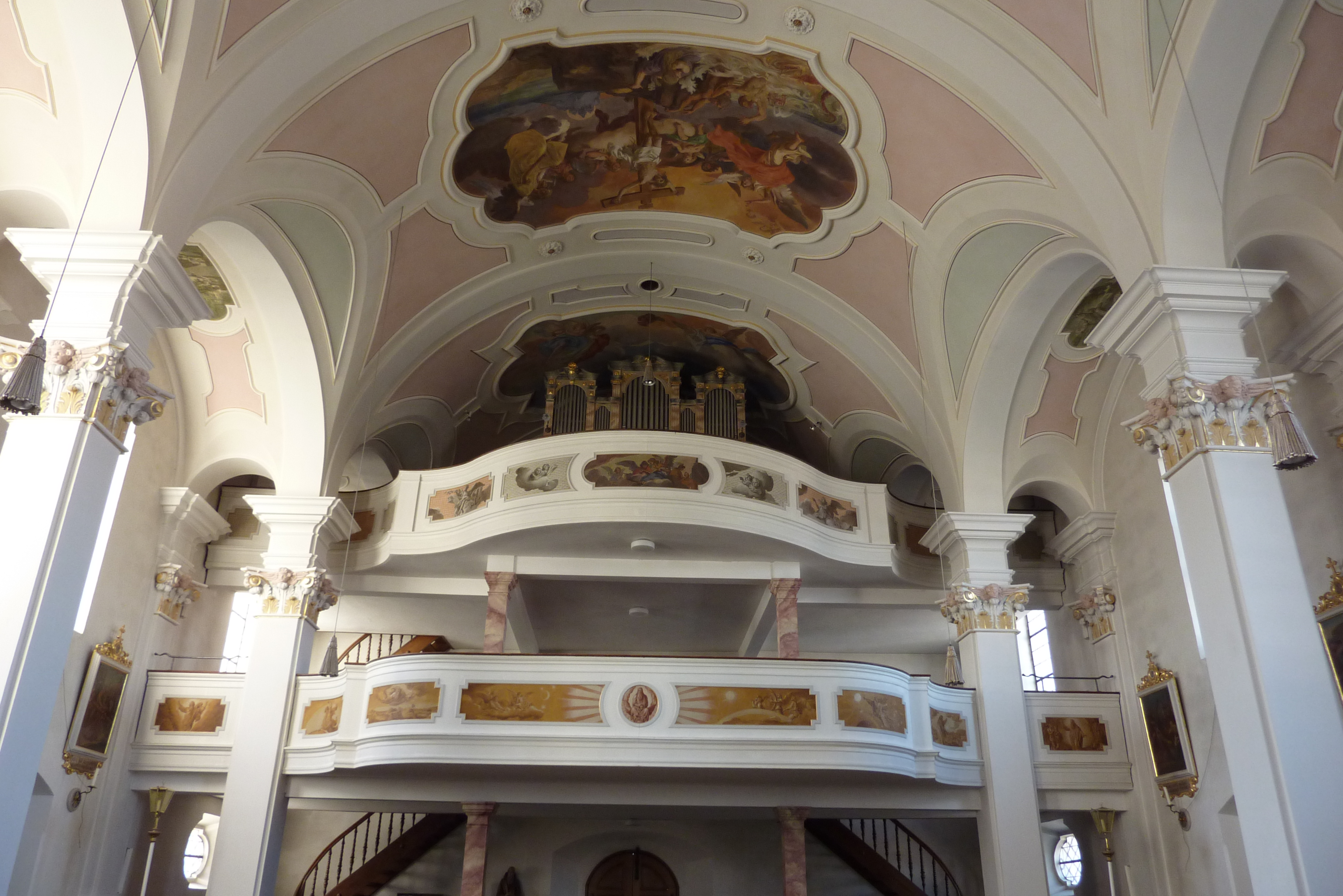
Doppelempore

Die katholische Pfarrkirche St. Martin in Blindheim, einer Gemeinde im Landkreis Dillingen an der Donau im bayerischen Regierungsbezirk Schwaben stammt aus spätgotischer Zeit. Sie wurde im 18. Jahrhundert vergrößert und im Stil des Barock umgebaut. Zu Beginn des 20. Jahrhunderts wurde der Innenraum neu gestaltet und mit Fresken versehen.

## Lage
Die Kirche befindet sich in der Mitte des Dorfes im ummauerten, ehemals befestigten Friedhof.

## Geschichte
Das Patrozinium des heiligen Martins lässt auf eine Gründung der Pfarrei, zu der heute die Kuratie Gremheim gehört, in fränkischer Zeit schließen. Die heutige Kirche ist das Ergebnis dreier Bauphasen, nämlich der Spätgotik (Chor), der Barockzeit (Langhausneubau, Chorerhöhung) und des frühen 20. Jahrhunderts (Kirchenschiffumbau von 1907/08).
1658 wurden die drei unteren Geschosse des Turmes aus dem 15. Jahrhundert von dem Graubündner Architekten Johann Serro um zwei Stockwerke und ein Oktogon erhöht und mit einer Kuppel abgeschlossen. Nach einem Brand am 30. August 1861, bei dem der Turm vollständig ausbrannte und die Glocken schmolzen und herunterstürzten, wurde er renoviert und mit einem achtseitigen Spitzhelm geschlossen. Der Chor, der in seinen Außenmauern ebenfalls aus dem 15. Jahrhundert stammt, wurde 1711/12 durch das Kloster Kaisheim, das den Kirchensatz und damit die Baupflicht besaß, erhöht und im Inneren barockisiert. Auch wurde das Langhaus einschiffig und aus der Achse verschoben neu errichtet. 1792 kam ein neuer Hochaltar in den Chor.
Im 19. Jahrhundert veränderte man vor allem die Kirchenausstattung. So wurde 1826 die Empore zur Doppelempore umgestaltet. 1883 kamen drei neue Altäre, die Kanzel und die Kreuzwegstationen in die Kirche. 1899 wurde eine neue Orgel eingebaut.
Bei einem großen Umbau mit gänzlicher Neugestaltung des Kirchenschiffes 1907/08 wurde die Decke des Langhauses abgenommen, das bis heute erhaltene tonnenförmige Rabitzgewölbe mittels einer Eisenkonstruktion im Dach eingebaut und die Kirche durch den Einbau von vier freistehenden Pfeilern zu einer dreischiffigen Anlage umgestaltet. 1908 wurden von dem Münchner Maler Leonhard Thoma die Fresken an der Decke und den Emporenbrüstungen ausgeführt.

## Architektur

### Außenbau
Langhaus und Chor sind aus verputztem Bruchsteinmauerwerk errichtet. Für den Turm wurden für die Untergeschosse unverputzte Quader und für die oberen Stockwerke verputzter Bruchstein verwendet. Die Außenwände sind durch Pilaster mit profilierten Kämpfern gegliedert. Unter dem Dachansatz verläuft ein breites Traufgesims.

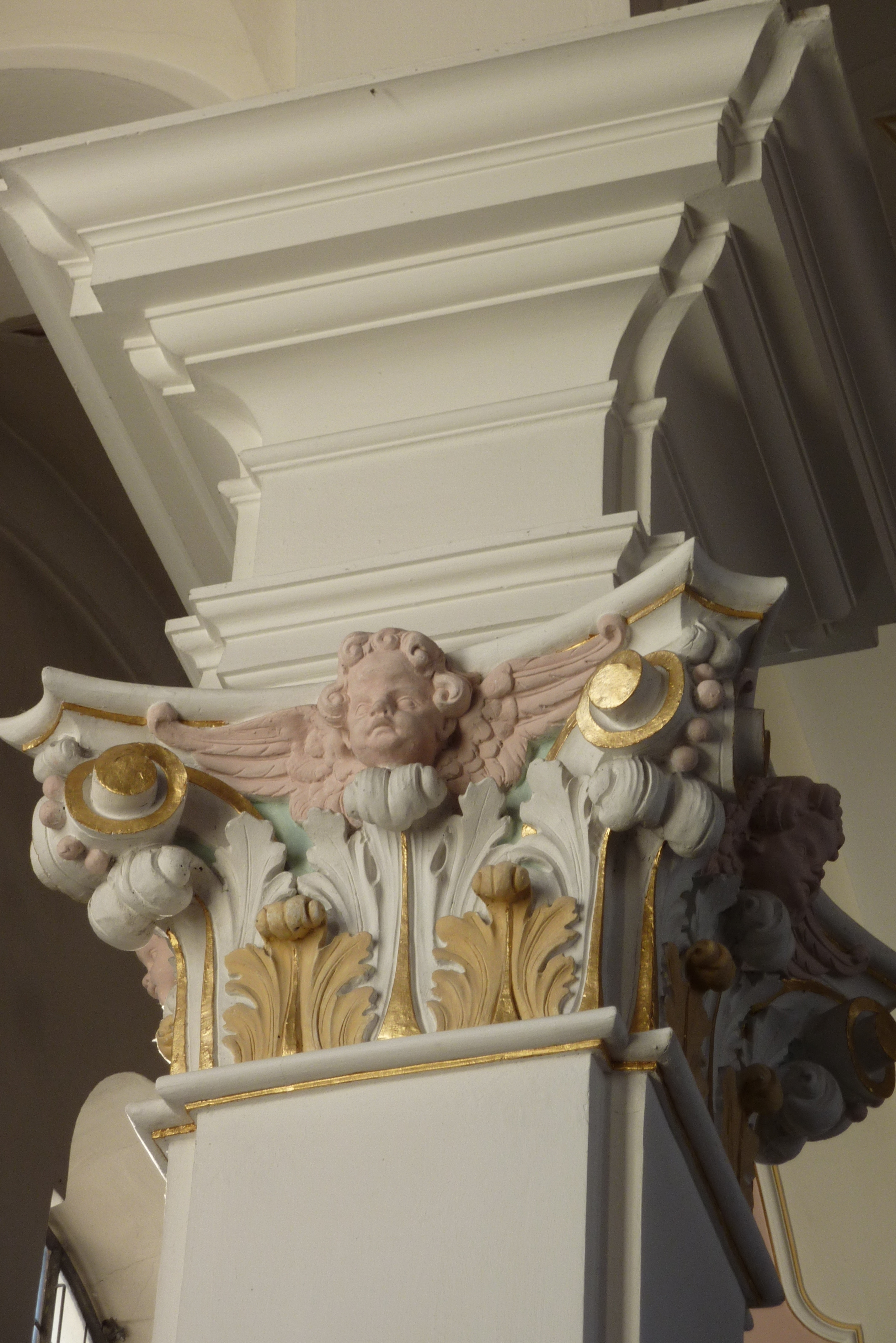
Pfeiler mit korinthisierendem Kapitell

### Innenraum

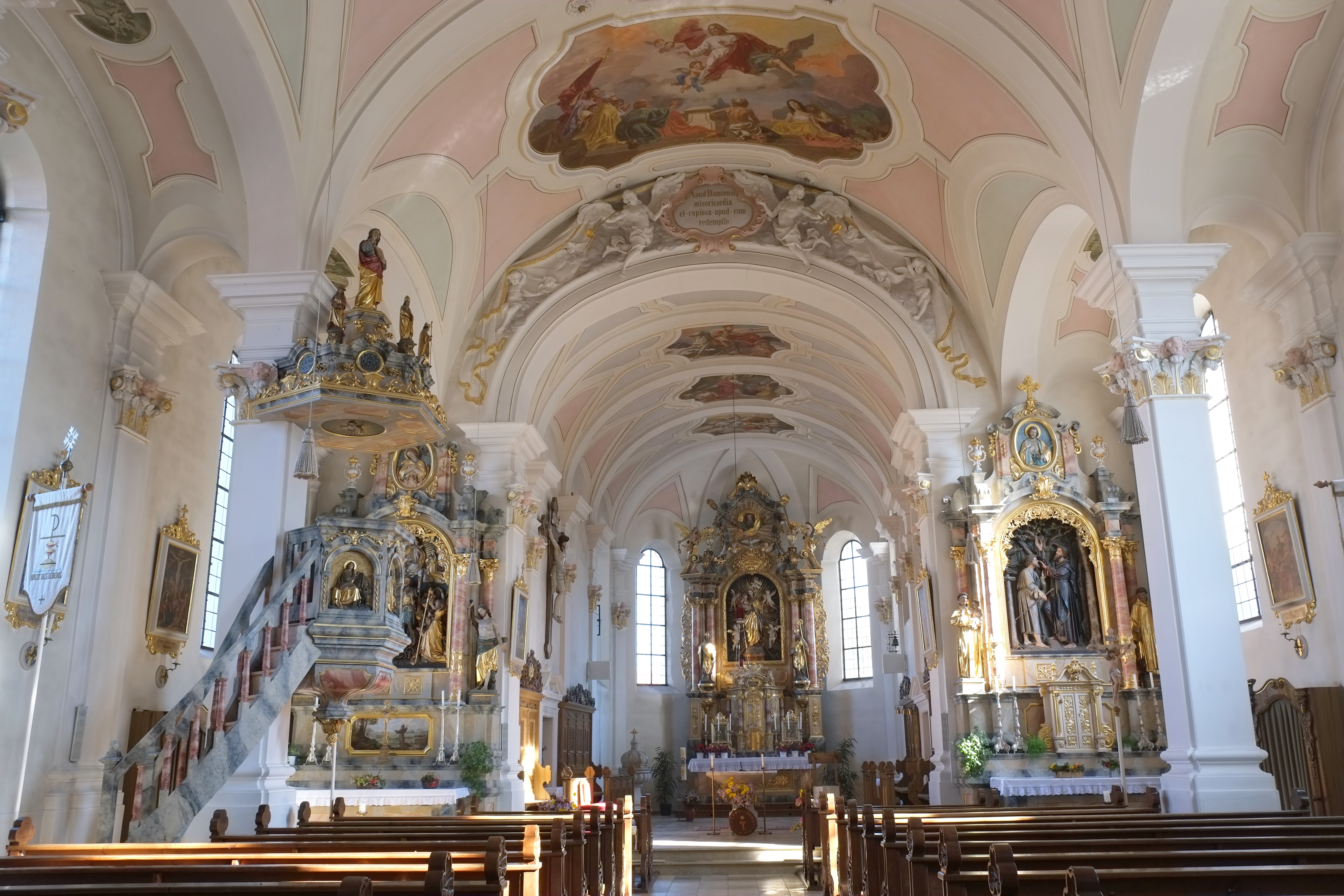
Innenraum

Das Langhaus ist durch schlanke quadratische Pfeiler in drei Schiffe gegliedert. Mittel- und Seitenschiffe besitzen Korbbogentonnen, die in den Seitenschiffen als Quertonnen angelegt sind. Den westlichen Abschluss bildet eine Doppelempore mit Orgel. Die Fresken der Emporenbrüstungen stellen die Erschaffung der Welt und musizierende Engel dar. Der Chor ist um zwei Stufen erhöht und erstreckt sich wie das Langhaus über vier Joche. Er weist ein von Gurtbögen unterfangenes Tonnengewölbe mit Stichkappen auf. Die Wände des Chores gliedern Pilaster mit korinthisierenden Kapitellen, die auch bei den Pfeilern und Pilastern des Langhauses wieder aufgenommen werden.

## Deckenfresken
Das Deckenbild des Chores vom Münchner Historienmaler Leonhard Thoma aus dem Jahr 1908 stellt den heiligen Martin dar, der seinen Mantel mit einem Bettler teilt, den Traum des heiligen Martin und seine Verklärung. Auf den Deckenbildern des Langhauses ist Jesus dargestellt, der auf sein Herz weist und dem sich Menschen in Not zuwenden, das letzte Abendmahl, der Gekreuzigte und das Schweißtuch der Veronika. In den Grisaillen der nördlichen Quertonnen sieht man Moses, der Wasser aus dem Felsen schlägt, und Kain und Abel, in den Grisaillen der südlichen Quertonnen sind Melchisedech, Lea und Rachel zu erkennen.

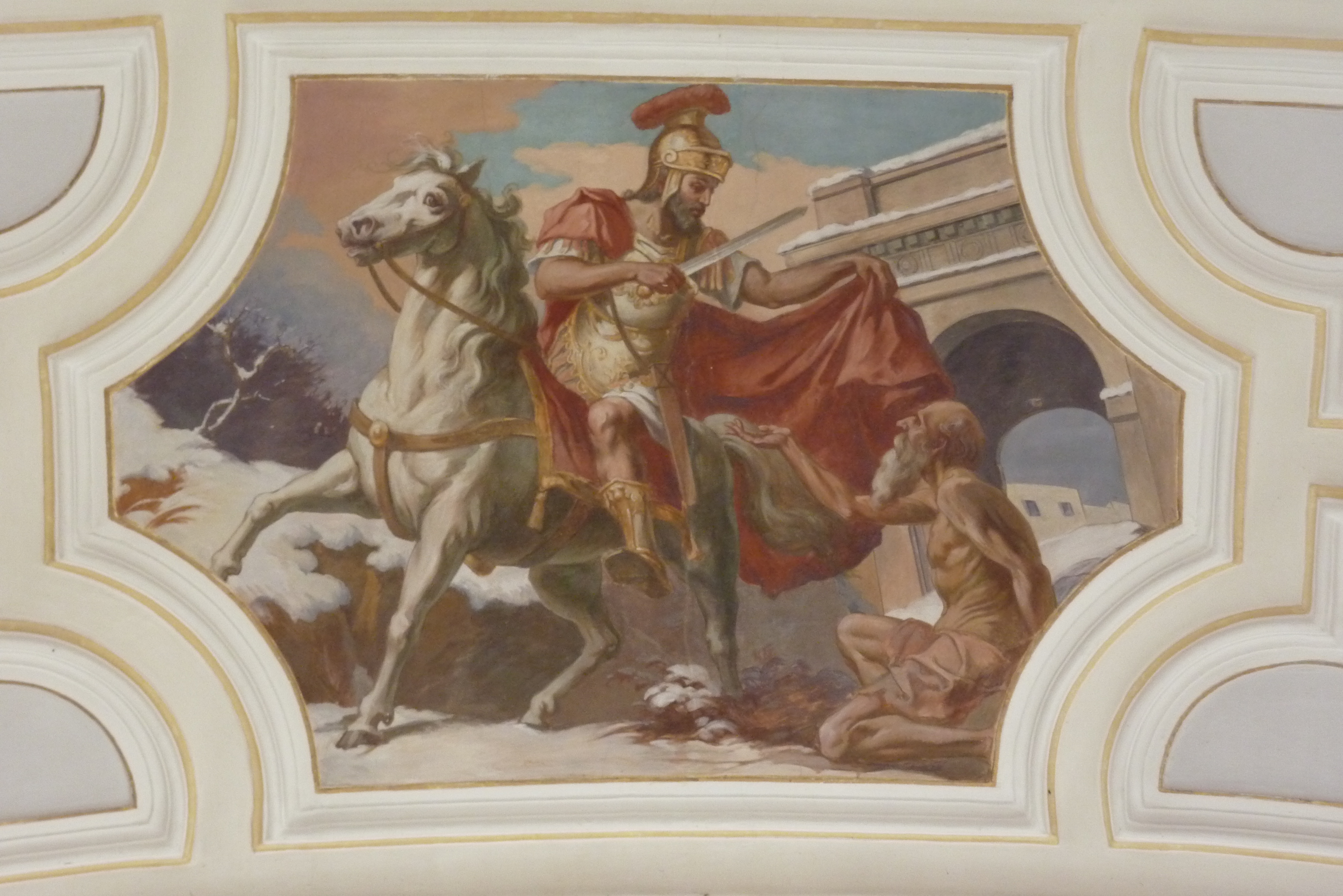
Martin teilt seinen Mantel mit einem Bettler
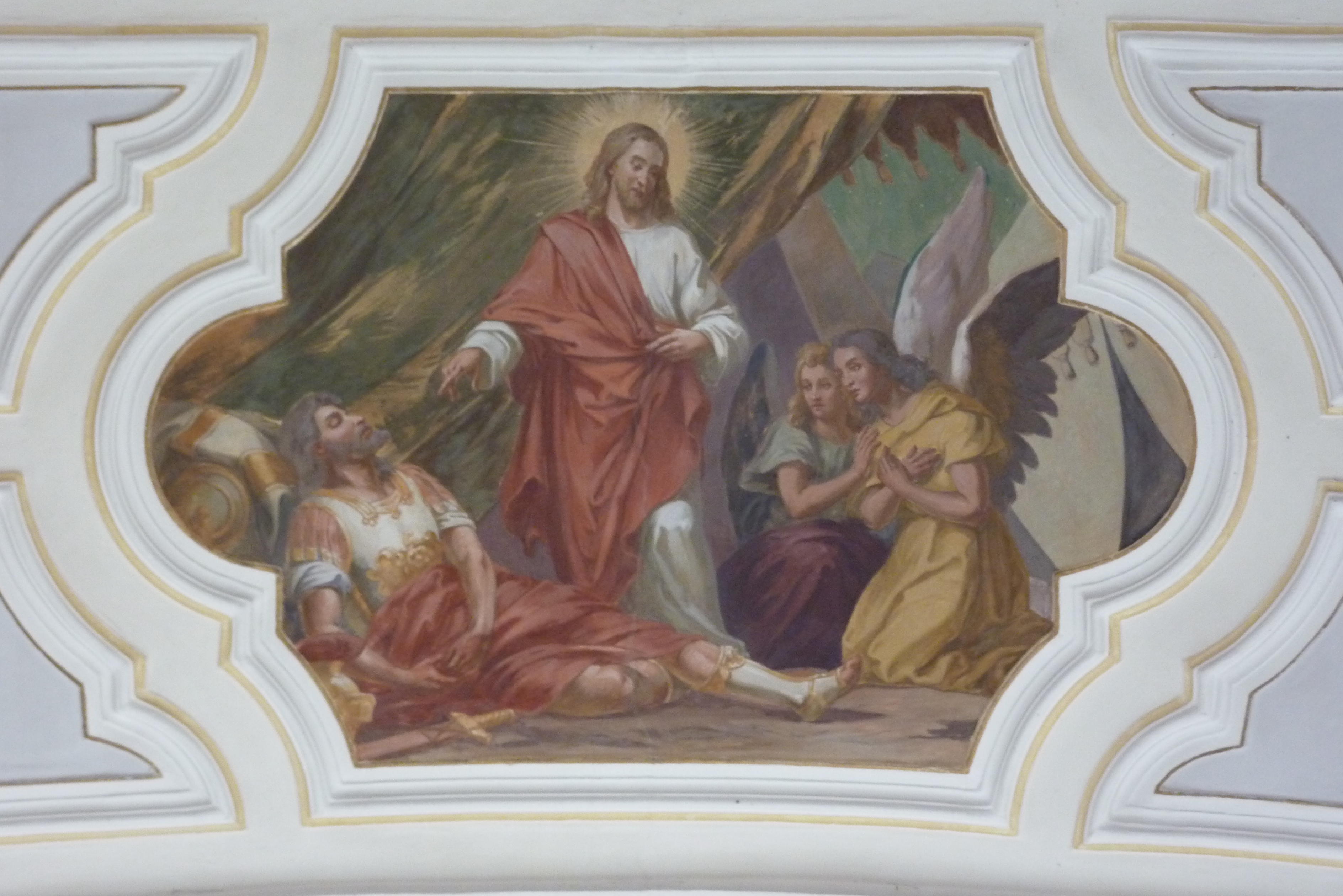
Traum des heiligen Martin
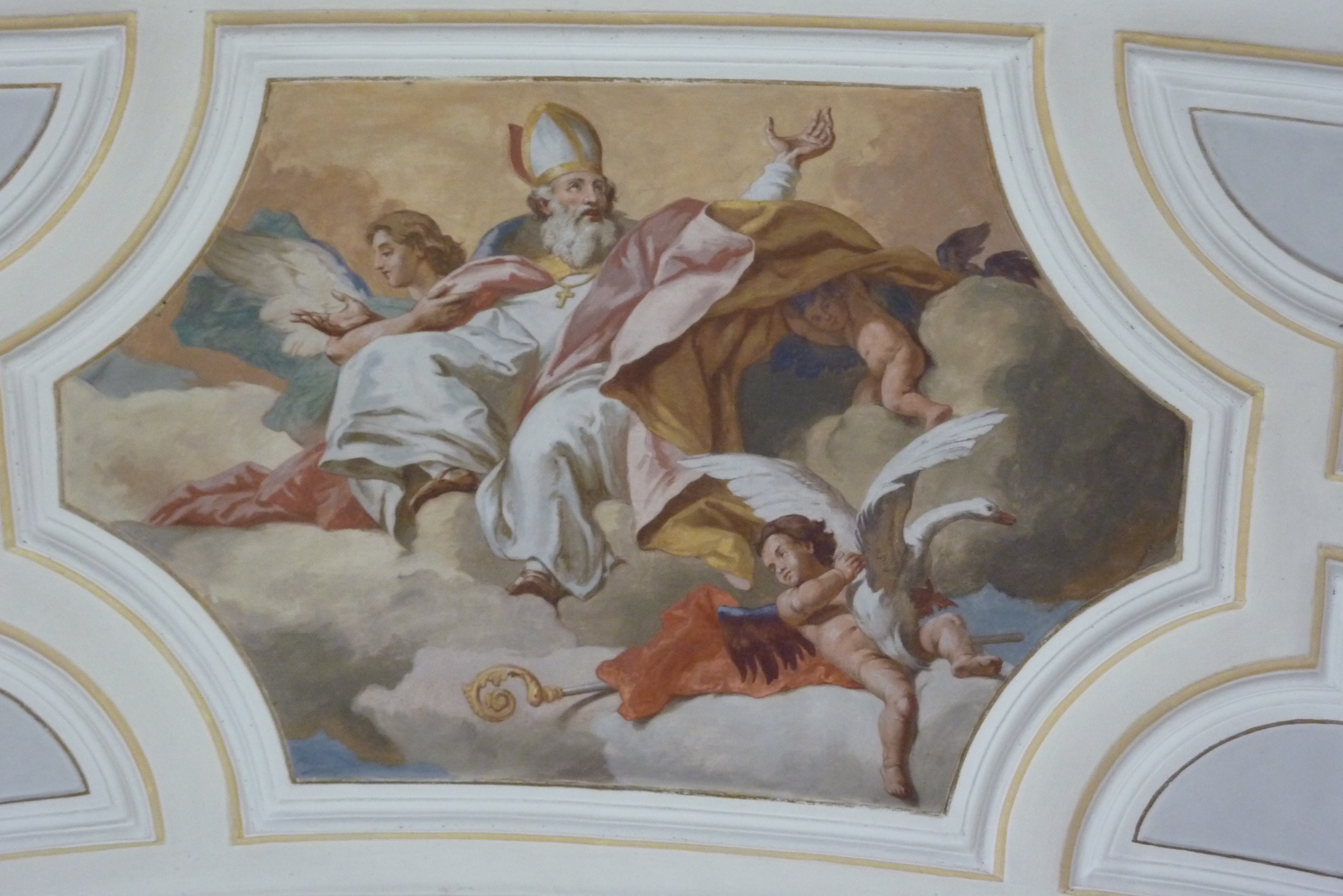
Verklärung des heiligen Martin
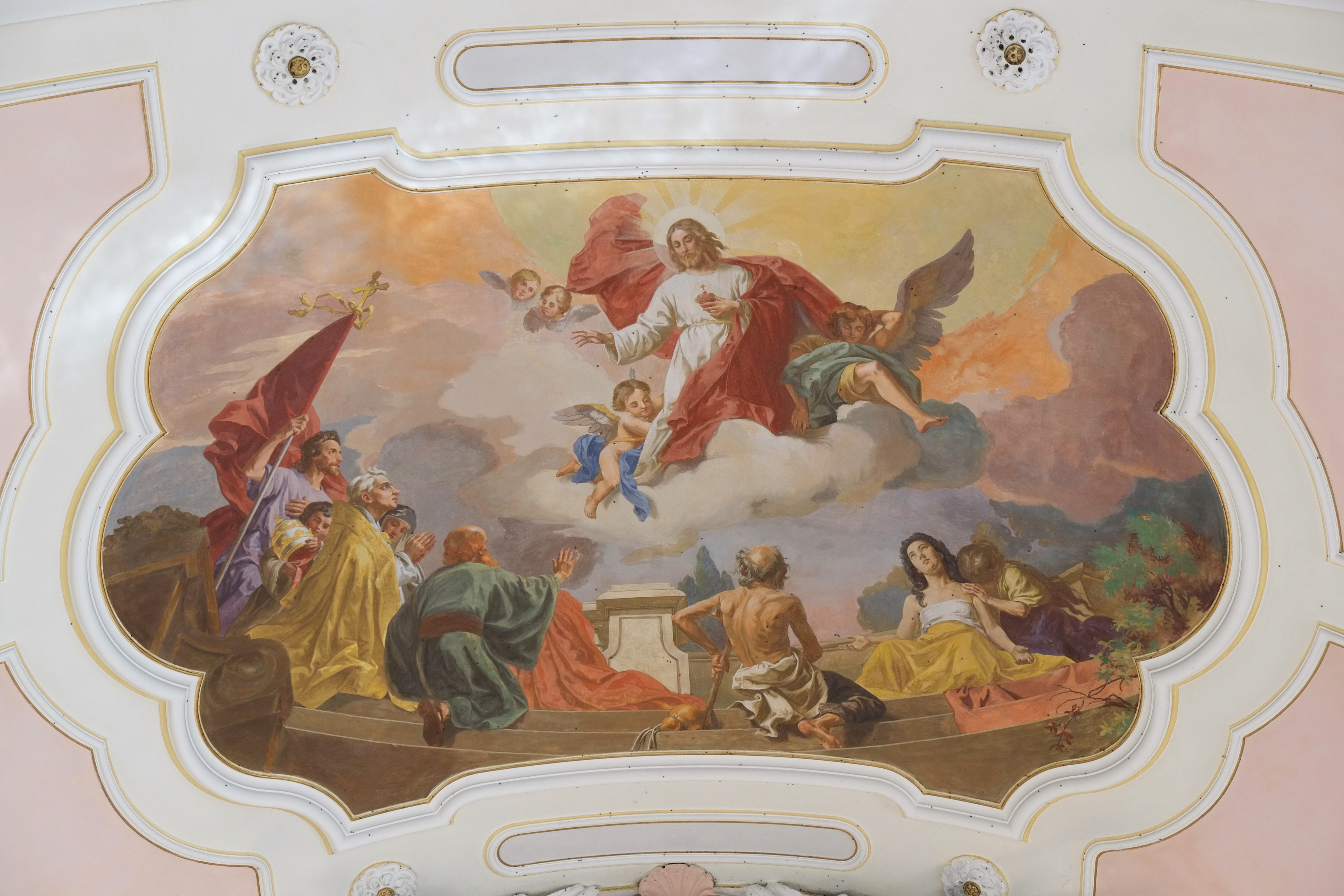
Herz Jesu

## Ausstattung

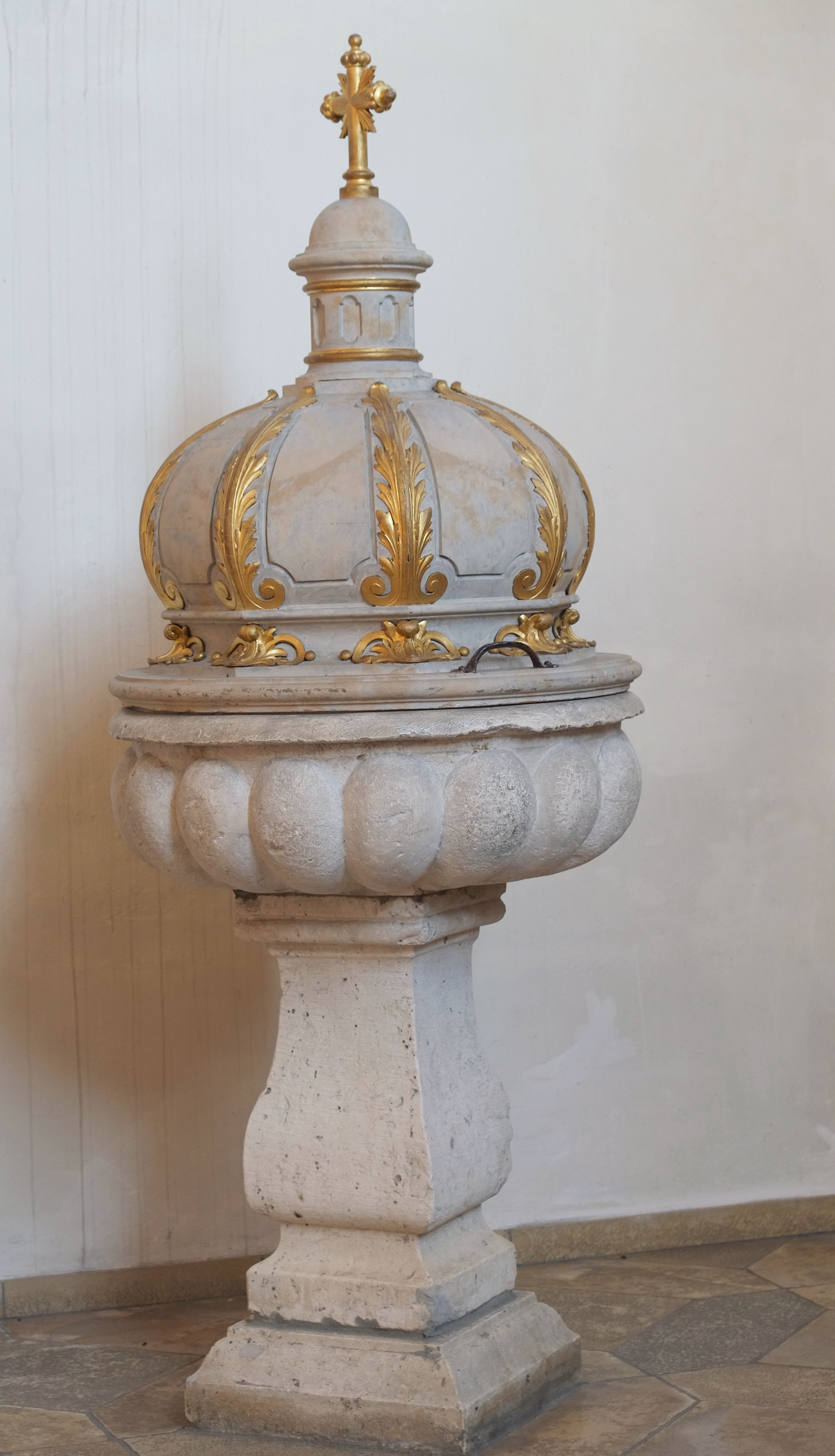
Taufbecken

Die vier Chorstühle von 1710/20 weisen barockes Schnitzwerk auf. Die dreiteiligen Beichtstühle stammen von 1712. Das Taufbecken aus Kalkstein, eine Muschelschale auf quadratischem Balusterfuß, wurde um 1620 von Felix Liebendorfer aus Wittislingen geschaffen. Die beiden vergoldeten hölzernen Reliquienschreine werden um 1750 datiert. 
Die Seitenaltäre und die Kanzel stammen von 1883. Der Hochaltar wurde 1908 verändert, mehrere barocke Engel stammen vermutlich vom Vorgängeraltar. Die Seitenaltäre sind mit Hochreliefs geschmückt. Am rechten Altar ist der heilige Magnus, einen Blinden heilend, dargestellt, am linken die 14 Nothelfer unter Maria mit dem Jesuskind. Das neue Kirchengestühl ist mit den alten Wangen versehen.